# Prêmio Angelo Agostini de melhor cartunista, chargista ou caricaturista
Cartunista, chargista ou caricaturista é uma das categorias do Prêmio Angelo Agostini, premiação brasileira dedicada aos quadrinhos que é realizada pela Associação dos Quadrinhistas e Caricaturistas do Estado de São Paulo (AQC-ESP) desde 1985.

## História
A edição de 2003 do Prêmio Angelo Agostini ocorreu junto com o evento Fest Comix. Por conta do maior espaço e público, a comissão organizadora resolveu adicionar quatro categorias especiais: Melhor arte-finalista, melhor arte técnica (colorista e letrista), melhor cartunista e melhor editor, premiando cinco profissionais em cada uma dessas categorias. No ano seguinte, as quatro categorias foram mantidas, mas com apenas dois profissionais premiados. A partir de 2005, apenas a categoria de melhor cartunista se tornou regular.
A partir da edição de 2006, o envio das cédulas com os votos, que até então podia ser feita apenas pelo correio, passou a também ocorrer por e-mail. Uma nova mudança foi realizada na edição de 2013: os votos passaram a ser feitos diretamente no blog oficial da AQC-ESP, o que resultou em um grande aumento no número de votos (14.937 nesta edição contra um total que dificilmente passava de 500 nas anteriores).
Na edição de 2019, o prêmio teve pela primeira vez uma relação de indicados em cada categoria (até o ano anterior, a cédula de votação não trazia indicação de nomes, cabendo a cada votante escrever seu escolhido). A comissão organizadora do prêmio convidou diversos profissionais da área para a seleção dos indicados. No mesmo ano, a categoria de melhor cartunista mudou de nome para "melhor cartunista / caricaturista". Na edição seguinte, mudou de nome mais uma vez, passando a ser "melhor cartunista, chargista ou caricaturista".
Devido à pandemia de COVID-19, o 36.º Prêmio Angelo Agostini, que deveria ter ocorrido em 2020, foi realizado em janeiro de 2021. Esse problema se manteve na edição seguinte, focada na produção de quadrinhos de 2020, mas que teve sua votação, em caráter de emergência, realizada no início de 2022. O cronograma foi regularizado ainda em 2022 com a realização da 38.ª edição do prêmio no segundo semestre.

## Vencedores
| Ano  | Vencedores               | Outros indicados | Notas                    |
| ---- | ------------------------ | --- | ------------------------ |
| 2003 | Cláudio                  | Votação aberta, sem lista de indicados | [ 13 ]                   |
| 2003 | Spacca                   | Votação aberta, sem lista de indicados | [ 13 ]                   |
| 2003 | Marcio Baraldi           | Votação aberta, sem lista de indicados | [ 13 ]                   |
| 2003 | Lupin                    | Votação aberta, sem lista de indicados | [ 13 ]                   |
| 2003 | Bira Dantas              | Votação aberta, sem lista de indicados | [ 13 ]                   |
| 2004 | Bira Dantas              | Votação aberta, sem lista de indicados | [ 14 ]                   |
| 2004 | Marcio Baraldi           | Votação aberta, sem lista de indicados | [ 14 ]                   |
| 2005 | Marcio Baraldi           | Votação aberta, sem lista de indicados | [ 15 ]                   |
| 2006 | Bira Dantas              | Votação aberta, sem lista de indicados | [ 16 ]                   |
| 2007 | Marcio Baraldi           | Votação aberta, sem lista de indicados | [ 17 ]                   |
| 2008 | Marcio Baraldi           | Votação aberta, sem lista de indicados | [ 18 ]                   |
| 2009 | Marcio Baraldi           | Votação aberta, sem lista de indicados | [ 19 ]                   |
| 2010 | Sivanildo Sill           | Votação aberta, sem lista de indicados | [ 20 ]                   |
| 2011 | Marcio Baraldi           | Votação aberta, sem lista de indicados | [ 21 ]                   |
| 2012 | Gustavo Duarte           | Votação aberta, sem lista de indicados | [ 22 ]                   |
| 2013 | Jean Galvão              | Votação aberta, sem lista de indicados | [ 7 ]                    |
| 2014 | Angeli                   | Votação aberta, sem lista de indicados | [ 23 ]                   |
| 2015 | DaCosta                  | Votação aberta, sem lista de indicados | [ 24 ]                   |
| 2016 | Brum                     | Votação aberta, sem lista de indicados | [ 25 ]                   |
| 2017 | Carlos Henrique Guabiras | Votação aberta, sem lista de indicados | [ 26 ]                   |
| 2018 | Guilherme Bandeira       | Votação aberta, sem lista de indicados | [ 27 ]                   |
| 2019 | Carol Andrade            | - Alexandre Cozza Ferreira (Lorde Lobo) - Bira Dantas - Carlos Henrique Guabiras - Carol Ito - Cival Einstein - Gabriel Renner - Gilmar Machado - Omar Viñole - Rodrigo Brum        | [ 28 ] [ 29 ]            |
| 2020 | Laerte Coutinho          | - Angeli - Bennet - Carlos Latuff - Carol Andrade - Carol Ito - Dahmer - Duke - Gilmar Machado - Luis Carlos Fernandes - Marcio Baraldi - Orlandeli - Renato Aroeira - Rodrigo Brum | [ 30 ] [ 10 ] [ nota 1 ] |
| 2021 | Nando Motta              | - Bira Dantas - Fernandes - Flavio Soares (Short Cuts) - Gilmar Machado - Jota Camelo - Macanudo Santiago - Renato Aroeira - Rodrigo Brum - Synnove                                 | [ 31 ] [ 32 ] [ nota 1 ] |
| 2022 | Renato Aroeira           | - Carol Cospe Fogo - Duke - Helô D'Angelo - Gilmar - Guabiras - Janete - Nando Motta - Quinho - Geuvar Oliveira                                                                     | [ 12 ]                   |
| 2023 | Laerte Coutinho          | - Bira Dantas - Carol Ito - Edgar Vasques - Fernandes Gilmar - Helô D'Ângelo - Marilia Marz - Nando Motta - Santiago                                                                | [ 33 ]                   |